# مخلب القط
مخلب القط أوخربوش القط (الاسم العلمي: Macfadyena  unguiscati)، هو نبات ينتمي إلى (فصيلة: Bignoniaceae).